# اوکرشیتسه
اوکرشیتسه (به چکی: Okřešice) یک منطقهٔ مسکونی در جمهوری چک است که در منطقه تربیچ واقع شده‌است.
 اوکرشیتسه ۵٫۸۲ کیلومتر مربع مساحت و ۱۶۵ نفر جمعیت دارد و ۵۱۲ متر بالاتر از سطح دریا واقع شده‌است.